# Críticas ao ateísmo

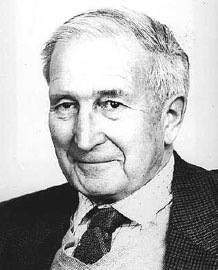
Ilustração

Em termos gerais, podemos considerar que a críticas ao ateísmo baseiam-se principalmente em uma variedade de argumentos, entre as quais incluem as conclusões sobre a sua validade, as consequências de não ter crenças, seu impacto na moralidade, e a afirmação de que alguns ateus também são dogmáticos.

## Definição de Ateísmo
Ateísmo refere-se tanto à rejeição do teísmo ou a afirmação de que divindades não existem.No sentido mais amplo, significa não acreditar na existência de divindades.
Alguns sistemas de crenças considerados como religiões, como algumas formas de Budismo que não suportam a crença em deuses, têm sido descritos como ateus.Embora alguns ateus tendam em direção a filosofias seculares como o humanismo, o racionalismo e o naturalismo, não há nenhuma ideologia ou um conjunto de comportamentos a que se possam aderir todos os ateus.
Entre os escritores, não há um consenso claro sobre como definir e classificar o ateísmo, pois existem diferentes visões sobre quais as entidades sobrenaturais se referem, se se trata de uma promulgação em si ou simplesmente a ausência dela ou se requer uma rejeição consciente e explícita. Para a gama de fenômenos que forem rejeitados, o ateísmo pode negar tudo o que envolve desde a existência de uma divindade, até mesmo a existência de qualquer conceito espiritual, sobrenatural ou transcendental, como o hinduísmo e o budismo.
O "ateísmo implícito" e o "ateísmo explícito" são subcategorias de ateísmo inventadas por George H. Smith.O ateísmo implícito é definido por Smith como "a ausência de crença teísta sem uma rejeição consciente a ela." O ateísmo explícito é definido como "a ausência de crença teísta como resultado de uma rejeição consciente disso." Ateus explícitos têm pensado sobre os deuses e, posteriormente, rejeitado a crença de que eles existem.
Filósofos como Antony Flew, Michael Martin, e William L. Rowe têm analisado o ateísmo forte (positivo) e o ateísmo fraco (negativo). Ateísmo forte é a afirmação explícita de que os deuses não existem. Por outro lado, o ateísmo fraco inclui todos os outros tipos de não-teísmo. Segundo essa classificação, qualquer um que não é um teísta é assim um ateu forte ou fraco.Enquanto, por exemplo, Michael Martin, disse que o agnosticismo envolve um ateísmo fraco, a maioria dos agnósticos considera distinto seu ponto de vista do ateísmo, podendo considerar que o anterior não tem justificativa contra o teísmo, o que requeriria uma convicção igual.Alguns autores populares, como o ateu Richard Dawkins, preferem distinguir posições deístas, agnósticas e ateias pela probabilidade atribuída à premissa "Deus existe".
No ateísmo prático, também chamado pragmático ou apateísta, os indivíduos vivem como se houvesse deuses e explicam os fenômenos naturais sem recorrer ao divino. A existência dos deuses não é negada, mas aqueles podem ser declarados desnecessários ou inúteis, de acordo com a concepção de que os deuses não proporcionam um propósito para a vida, ou que não possuem influência na vida cotidiana.Uma forma de ateísmo prático, com implicações para a comunidade científica é o naturalismo metodológico, a "aprovação tácita ou pressuposto do naturalismo filosófico no método científico aceito ou aceitá-lo total ou acreditar nele". O ateísmo teórico apresenta argumentos explícitos contra a existência dos deuses, de resposta a argumentos teístas, como o argumento do design inteligente ou a aposta de Pascal.

## Rejeição dos argumentos teístas
De acordo com o ponto de vista dos críticos teístas e deístas, há um conjunto de argumentos para a existência de Deus. No entanto, os ateus argumentam que elas não são convincentes ou que têm falhas.       Um dos primeiros exemplos dessa crítica é encontrado na própria Bíblia: "Diz o insensato em seu coração: 'Deus não existe'", enquanto um exemplo mais recente é encontrado no Catecismo da Igreja Católica: "Como ele rejeita e nega a existência de Deus, o ateísmo é um pecado contra a virtude da religião."
Uma crítica ao ateísmo forte também vem do agnosticismo, que argumenta que não há evidências suficientes para afirmar-se decisivamente que não existe um ser supremo, e do ignosticismo, que assume que uma posição não-cognitivista teológica sobre a questão da existência de Deus (por definição) não tem sentido se não é enunciada de forma adequada, a fim de chegar a uma conclusão significativa sobre o mesmo.

## Efeitos do ateísmo sobre o indivíduo
O filósofo Blaise Pascal, em sua obra Pensées, discute a própria condição humana na ausência de Deus, dizendo: "buscamos descanso em nossa luta contra alguns obstáculos e quando temos que superá-los, a calma torna insuportável o tédio que ocorre... Quão vazio e cheio de lixo é o coração do homem". Então ele acrescenta: "Ninguém que não tem fé alguma vez chegou ao ponto a que todos aspiramos permanentemente... apenas um objeto infinito e imutável – ou seja, o próprio Deus – pode preencher o abismo infinito." Ele também observou: "o ateísmo mostra a força da mente, mas só até certo ponto" para continuar criticando ateus para não procurar a verdade e ver os sinais da vontade de Deus. Várias religiões (como o catolicismo romano) também sugerem que o ateísmo tem muitos efeitos negativos aos indivíduos após a morte: um ponto em discussão na aposta de Pascal.
O autor cristão Alister McGrath criticou o ateísmo, citando estudos que sugerem que a religião e a crença em Deus são correlacionados com uma melhor saúde individual, felicidade e esperança de vida. No entanto, os ateus Gregory Paul e Michael Martin sugere que em países desenvolvidos, a saúde a expectativa de vida, a riqueza e outros fatores são geralmente mais elevadas nos países com uma porcentagem maior de ateísmo em comparação ao que acontece nos países com maiores proporções de crentes. Já para o filósofo Ryan Stringer, o ateísmo está longe de ser uma fórmula para uma vida de desespero e sem esperanças.

## Ateísmo e Fé
O ateísmo tem sido criticado como uma fé em si mesmo, com alguns descrevendo-o como uma crença em seu próprio direito.
Alguns ateistas salientam que o ateísmo fraco pode ser uma rejeição da crença ou da falta de crença. Esse argumento pode ser resumido por esta citação que expressa a opinião de Don Hirschberg, "chamar ateísmo de religião é como dizer que a calvície é uma cor de cabelo." Sustentam também que  uma crença não é necessariamente uma crença sem provas e bases fortes. Por exemplo, uma crença pode entrar em conflito com a fé porque o crente pode não ter um grau pleno de certeza sobre sua verdade, mas apenas como as evidências sobre a crença são verdadeiras.